# نادي كايزرسلاوترن

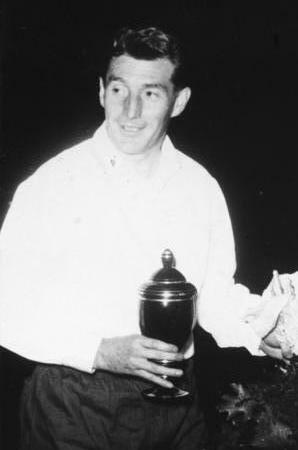
فريتز فالتر أسطورة النادي والفائز مع المنتخب الألماني بكأس العالم 1954

نادي كايزرسلاوترن الأول لكرة القدم (بالألمانية: 1. Fußball-Club Kaiserslautern) نادي كرة قدم ألماني يلعب حالياً في دوري الدرجة الثالثة الألماني.
تم تأسيسه في 2 يونيو 1900 بعد دمج ناديين.
جاءت مشاركة كايزرسلاوترن في هذه المسابقة الأوروبية الكبيرة بعد أن تمكن من تحقيق ما لم يسبق لفريق آخر تحقيقه في الدوري الألماني، حيث أحرز الشياطين الحمر بقيادة أندرياس بريمه و شيرياكو سفورزا ومايكل بالاك درع الدوري الألماني مباشرة بعد عودتهم لدوري الدرجة الأولى عام 1997.

## مواسمه الأخيرة
كان النادي يلعب في دوري الدرجة الأولى الألماني وقد نال المركز الخامس في صدارة الترتيب في الموسم الرياضي (1999-2000) إلا أنه بدأ بالنزول بعدها شيئاً فشيئاً إلى أن تذيل ترتيب الدوري الألماني في الموسم (2005-2006) بعد أن حلّ بالمركز السادس عشر لينزل بعدها في موسم (2006-2007) إلى دوري الدرجة الثانية والذي استمر فيه إلى الموسم الحالي.

## الشعار

إف في كايزرسلاوترن
إف سي كايزرسلاوترن (1932-1955)
إف سي كايزرسلاوترن من 1965 إلى 2010 ثم من 2012 حتى الآن
إف سي كايزرسلاوترن (2010-2012)

## ملعبه
ملعبه هو ملعب فريتز فالتر وكان أحد الملاعب التي حظت باستضافة بعض مباريات بطولة كأس العالم لكرة القدم 2006 فجرت عليه خمس مباريات.